# Cosalá
Cosaláⓘ – miasto w środkowej części meksykańskiego stanu Sinaloa, położone w odległości około 120 kilometrów od wybrzeża Pacyfiku, na południowy wschód od stolicy stanu Culiacán. Cosalá leży w dolinie śródgórskiej u podnóża Sierra Madre Occidental. Miasteczko w 2005 roku liczyło 6 822 mieszkańców.

## Gmina Cosalá

Położenie gminy Cosalá na mapie stanu Sinaloa

Miasto jest siedzibą władz gminy Cosalá, jednej z 18 gmin w stanie Sinaloa. Gmina ma górzyste ukształtowanie powierzchni i jest gminą graniczną ze stanem Durango. Według spisu z 2005 roku ludność gminy liczyła 17 813 mieszkańców. Gminę utworzono w 1916 roku decyzją gubernatora stanu Sinaloa.
Ludność gminy jest zatrudniona według ważności w następujących gałęziach: rolnictwie, hodowli, rybołówstwie, górnictwie i usługach.